# أحمد نوفل
أحمد إسماعيل إبراهيم نوفل (12 مارس 1946 - ) أكاديمي أردني من مواليد يافا في فلسطين، أستاذ مشارك بكلية الشريعة في الجامعة الأردنية في عمّان، متخصص بالتفسير وأصول الدين، وله عدد من البرامج التلفزيونية والإذاعية الدينية.

## تعليمه وبداياته
أنهى الثانوية عام 1965 في نابلس، ثم اتجه إلى الأردن وتخرّج بدرجة البكالوريوس من الجامعة الأردنية عام 1969، بعد ذلك حصل على الماجستير والدكتوراة في التفسير وأصول الدين من جامعة الأزهر في مصر عامي 1975 و1978. عمل معيدًا في الجامعة الأردنية في الفترة من 1970 إلى 1972 م ثم محاضراً فيها عام 1976 ثم مدرساً منذ عام 1978 م حتى الآن برتبة «أستاذ مشارك».
وقد عمل الشيخ في النضال المسلح ضد الصهاينة؛ إذ كانت المنظمات تضم في صفوفها أصحاب التوجهات الإسلامية والمتدينين، ولكنه ترك ذلك العمل عام 1970 م عندما تحول لقتال بين الجيش الأردني والمنظمات الفلسطينية، متعهداً على نفسه ألا يصيب دما حراما أبدا.

## أفكار ومبادئ
يدعو الشيخ أحمد نوفل إلى تنقية تفاسير القرآن من المرويات الإسرائيلية، ويدعو للاعتماد على القرآن الكريم ذاته وصحيح السنة في التفسير وطرح ما عدا ذلك؛ خصوصاً ما كانت تمجه الفطرة والقرآن ذاته والعقل أو ما لا يصح له سند تأريخي موثق صحيح؛ إذ يرى الشيخ أن لا تصادم بين العقل السوي وصحيح النقل بل إنهما متوافقين لأنهما من مصدر واحد.
وتشغل فلسطين الجانب الأكبر من وجدان الشيخ ويظهر ذلك جلياً في تفسيراته؛ فقد ولد الشيخ في فلسطين وهُجِّر منها صغيراً، كما أن البشارات القرآنية التي يتعاهدها بالتفسير مرتبطة أصلاً بقضية المسجد الأقصى وفلسطين كما في سورة الإسراء.
ويلاحظ على الشيخ أحمد دعوته الدائمة للأمة الإسلامية والعرب خاصة بالنهوض وترك التكاسل والإعداد للمستقبل، كما أنه من المؤيدين لأن تختار الأمة حكامها من خلال صناديق الاقتراع، ويظهر ذلك في تأييد الشيخ ودفاعه عن المستمر عن الرئيس محمد مرسي.

## المؤلفات
قائمة بالمؤلفات المنشورة:
- الإشاعة.
- الحرب النفسية - مدخل عام.
- الحرب النفسية من منظور إسلامي.
- الحرب النفسية بيننا وبين العدو الإسرائيلي.
- سورة يوسف - دراسة تحليلية.
- سورة القصص - دراسة تحليلية موضوعية.
- التفسير المنهجي - الأجزاء الستة الأخيرة - مدرسي.
- نسخ التلاوة بين النفي والإثبات .
- (ما ننسخ من آية أو ننسها) : قراءة في آية.
- (إلا إذا تمنى ألقى الشيطان في أمنيته) قراءة في آية.
- (يوم يكشف عن ساق) قراءة في آية.
- مناهج البحث والتأليف في القصص القرآني.

### الدراسات والبحوث
قائمة بدراساته وبحوثه:
- رسالة الماجستير: التناسق الفني في القصص القرآني.
- رسالة الدكتوراة: تفسير مجاهد بن جبر دراسة وتحقيق.
- الطريق إلى فلسطين.
- في الثقافة الإسلامية.
- مناهج التربية الإسلامية - الأردن.
- مناهج التربية الإسلامية - عُـمان.

### كتب تحت الطبع
قائمة بكتب تحت الطبع:
- النسق والتناسق في القرآن.
- سورة النمل.
- سورة الفجر.
- سورة الشرح.
- سورة التين.

## برامج إذاعية وتلفزيونية
- 120 حلقة تلفزيونية (أحباب الله).
- 120 حلقة تلفزيونية (أحسن القصص).
- 600 حلقة (إذاعة القرآن الكريم - الكويت).
- برنامج تلفزيوني(قبسات من الرسول).
- برنامج تلفزيوني(مواقف وخطب).
- برنامج تلفزيوني (سنريهم آياتنا).
- برنامج تلفزيوني (في ظلال آية) قناة الفجر.
- برنامج تلفزيوني (أحسن الفهم) قناة اقرأ.
- برمانج تلفزيوني (ولتعلمن نبأه بعد حين) قناة اقرأ.
- برنامج تلفزيوني (قصص الأنبياء) قناة المجد.
- برنامج تلفزيوني (تأملات في أحسن القصص) قناة الرسالة.
- برنامج إذاعي في التفسير (مع الدكتور أحمد نوفل - حياة FM الأردن).
- برامج حوارية في عدد من القنوات: (دبي، الكويت، الجزيرة، البحرين، السودان).
- برنامج تلفزيوني (دين ودنيا) على قناة اليرموك .

## اطلع أيضا
- نوح القضاة.
- علي الفقير الربابعة
- سعيد فودة.
- شرف القضاة.
- فضل حسن عباس.
- محمد سعيد الكردي.

## وصلات خارجية
- موقع الدكتور أحمد نوفل